# Tarsicio Aguado Arriazu
Tarsicio „Tarsi“ Aguado Arriazu (* 16. Oktober 1994 in Tudela oder Murchante) ist ein spanischer Fußballspieler.

## Karriere
Aguado kam 2012 zur B-Mannschaft von Real Saragossa. Sein Debüt für diese in der Segunda División B gab er im September 2012, als er am sechsten Spieltag der Saison 2012/13 gegen den Sestao River Club in der Halbzeitpause eingewechselt wurde.
Im Januar 2013 stand er gegen Atlético Madrid erstmals im Kader der ersten Mannschaft von Saragossa. Im selben Monat debütierte er in der Primera División, als er am 20. Spieltag gegen Real Valladolid in der 27. Minute für Apoño ins Spiel gebracht wurde. Dies blieb sein einziger Saisoneinsatz. Zu Saisonende musste er sowohl mit der B-Mannschaft in die Tercera División als auch mit den Profis in die Segunda División absteigen.
Sein erstes Spiel in der zweithöchsten spanischen Spielklasse absolvierte Aguado im Oktober 2013 gegen Deportivo La Coruña. In seiner ersten Zweitligasaison kam er zu neun Einsätzen. Mit der B-Mannschaft stieg er nach einer Saison in der vierthöchsten Spielklasse wieder in die Segunda División B auf. In der Saison 2014/15 kam er ausschließlich für die B-Mannschaft in der dritten Liga zum Einsatz, aus der man nach einer Saison wieder absteigen musste. In der darauffolgenden Saison absolvierte er sechs Spiele für die Profis von Saragossa.
Zur Saison 2016/17 wechselte Aguado zur B-Mannschaft von Athletic Bilbao.  In seiner ersten Saison bei Bilbao B absolvierte er 32 Spiele in der Segunda División B. Seinen ersten Treffer in der dritthöchsten spanischen Spielklasse erzielte er im August 2017 bei einem 3:0-Sieg gegen die B-Mannschaft von Real Sociedad. Nach der Saison 2017/18 verließ er Bilbao B.

## Persönliches
Sein gleichnamiger Vater (* 1968) spielte für den CE Sabadell in der Segunda División.